# 深藍細頸金花蟲
深藍細頸金花蟲（学名：Lema (Lema）为金花蟲科細頸金花蟲屬下的一个种。